# イオンスタイル洲本

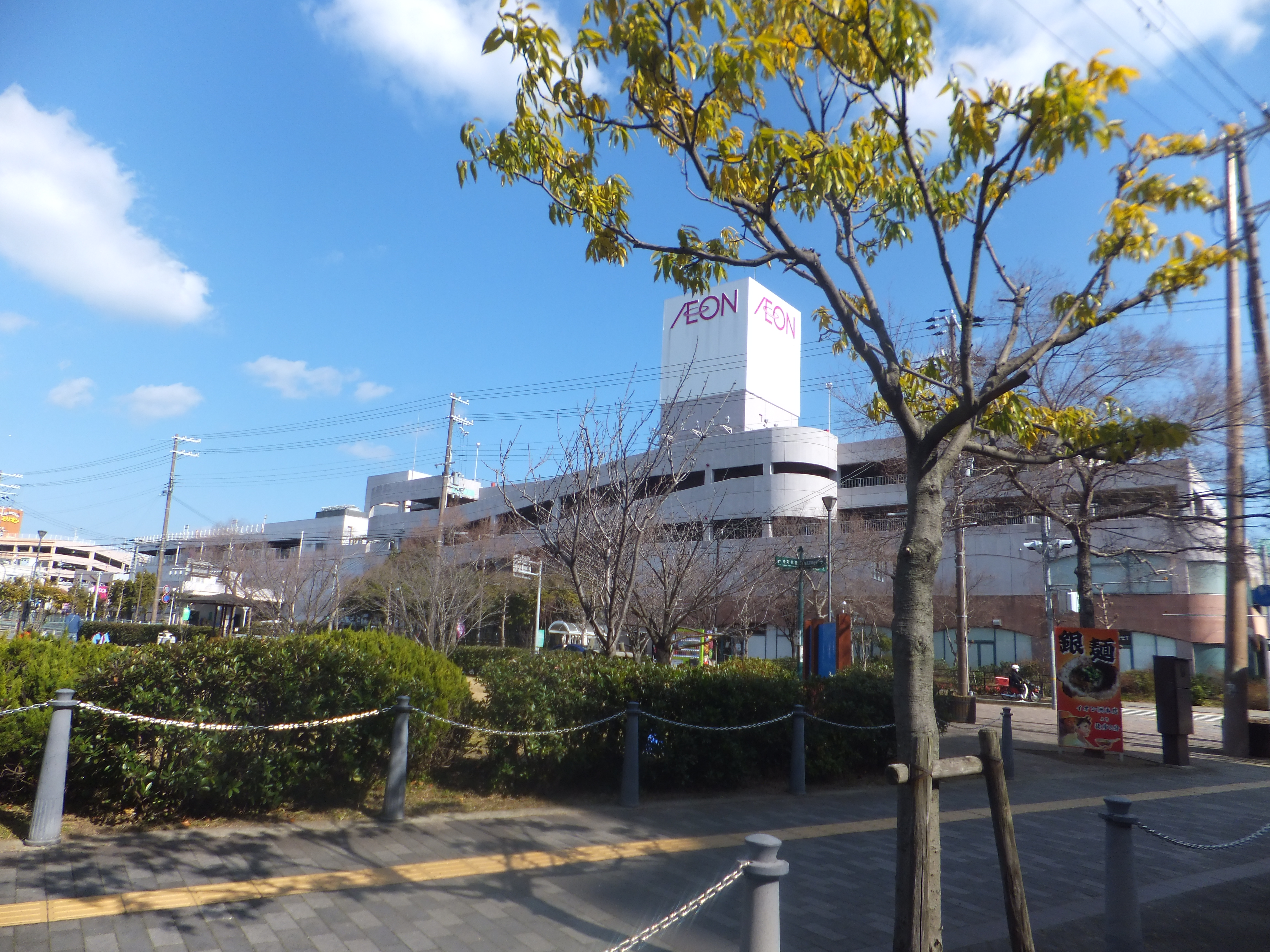
外観の様子

イオンスタイル洲本（イオンすたいるすもと）は、兵庫県洲本市にある、イオンリテール株式会社が運営・管理する総合スーパー・ショッピングセンター。呼び名は主に「イオン」であるが、島内には当店の他にイオンが2店（淡路店・南淡路店）があり、そちらと区別する意味も含め「洲本のイオン」または旧称であるジャスコ新洲本店を略した「洲ジャス」と呼ばれることもある。
淡路島内唯一のイオンスタイルであり、島内最大の商業施設でもある。

## 概要
1985年、本町七丁目のリベラル洲本店（リベラルスーパーチエーン本部を経て現在は更地・宅地造成）の2階・3階で衣料品や玩具等の販売を行っていたジャスコ洲本店が、カネボウ洲本工場の敷地の一部に移転する形で開業。そのため、ジャスコ時代は新洲本店となっていた。
前述の通り、市内だけでなく島内でも最大級の商業施設であり、休日は買い物客も多く集まるため、広い駐車場はほぼ満車となる。そのため、駐車場が有料化した。基本的に2時間までは無料であり、お客様感謝デーなどが開催される場合は終日無料となることがある。
ジャスコ時代は屋上に設置されている「JUSCO」の看板が、通常はピンク地に白文字であるが、当店は珍しくそれが反転した白地にピンク文字であった。イオンに改称後もそのデザインは継承され、「ÆON」の看板が通常とは逆の白地にピンク文字となっている。

## 沿革
- 1985年（昭和60年）3月20日 - 「ジャスコ新洲本店」としてオープン。
- 2011年（平成23年）3月1日 - GMS事業の再編に伴い、店舗名が「イオン洲本店」へ店名変更。
- 2019年（令和元年）9月13日 - 店舗名が「イオンスタイル洲本」へ店名変更。

## フロアとテナント

### フロア概要
核店舗のイオンスタイル洲本店と45の専門店で構成される。
| 階  | フロア概要                       |
| --- | -------------------------------- |
| R階 | 屋上駐車場(南側)                 |
| 4階 | 立体駐車場(南側)・屋上駐車場     |
| 3階 | 立体駐車場                       |
| 2階 | 直営売場・専門店街               |
| 1階 | 直営売場・専門店街・フードコート |

## アクセス

### 自動車
- 神戸淡路鳴門自動車道洲本ICまたは淡路島中央SICから車で約10分

### バス
- 淡路交通縦貫線、都志線、鳥飼線、長田線 築地町バス停下車すぐ
- 洲本バスセンターから徒歩7分